# Fincenú
Fincenú, jedna od tri skupine Cenú Indijanaca, ostale dvije su Pancenú i Cenúfana, koji su živjeli u bazenu rijeke Sinú u Kolumbiji. Poput ostalih Cenú plemena poznati su po obradi zlata, a živjeli su od lova, ribolova, sakupljanja i uzgoja tipičnih indijanskih kultura, kukuruz, grah, slatka manioka i slatiki krumpir, kao i pamuk (zbog vlakana). Njihova naselja ograđena palisadama sastojala su se od dobro građenih kuća s ulicama i plazama. Poznati su iz vremena španjolskog osvajanja.
Gradili su i kanue izdubljene u deblima i pleli mreže za spavanje (hamak). Cenú su prakticirali kanibalizam, ali je zabilježen tek kod skupine Cenúfana. Jezik koji su govorili pripada karipskoj porodici.

## Vanjske porodice
- Julian H. Steward